# My Pal Gus
Pour plus de détails, voir Fiche technique et Distribution.
My Pal Gus (Gus, mon ami) est un film américain réalisé par Robert Parrish, sorti en 1952.

## Synopsis
Le film est centré sur les relations d’un père de famille, Dave Jennings, avec son fils de 5 ans, Gus, qu’il néglige.

## Fiche technique
- Titre : My Pal Gus
- Réalisation : Robert Parrish
- Scénario : Fay Kanin et Michael Kanin
- Photographie : Leo Tover
- Montage : Robert Fritch
- Musique : Leigh Harline
- Société de production : 20th Century Fox
- Pays d'origine : États-Unis
- Format : Noir et blanc — 35 mm — 1,37:1 — Son : Mono
- Genre : Comédie dramatique
- Dates de sortie: 
  -  États-Unis : 1er décembre 1952

## Distribution
- Richard Widmark : Dave Jennings
- Joanne Dru : Lydia Marble
- Audrey Totter : Joyce Jennings
- George Winslow : Gus Jennings
- Joan Banks : Ivy Tolliver
- Regis Toomey : Farley Norris
- Ludwig Donath : Karl